# Железо-серный белок

Структура консервативного участка Fe2S2-ферредоксина

Железо-серный белок — металлопротеин, содержащий комплексы железа с неорганическими остатками серы и/или цистеина. Эти так называемые железосерные кластеры обычно являются активными центрами ферментов и играют важную роль в переносе электронов (обычно при низких уровнях окислительно-восстановительного потенциала).
Предполагается, что они могли быть вовлечены в метаболические пути древнейших микроогрганизмов.

## Терминология

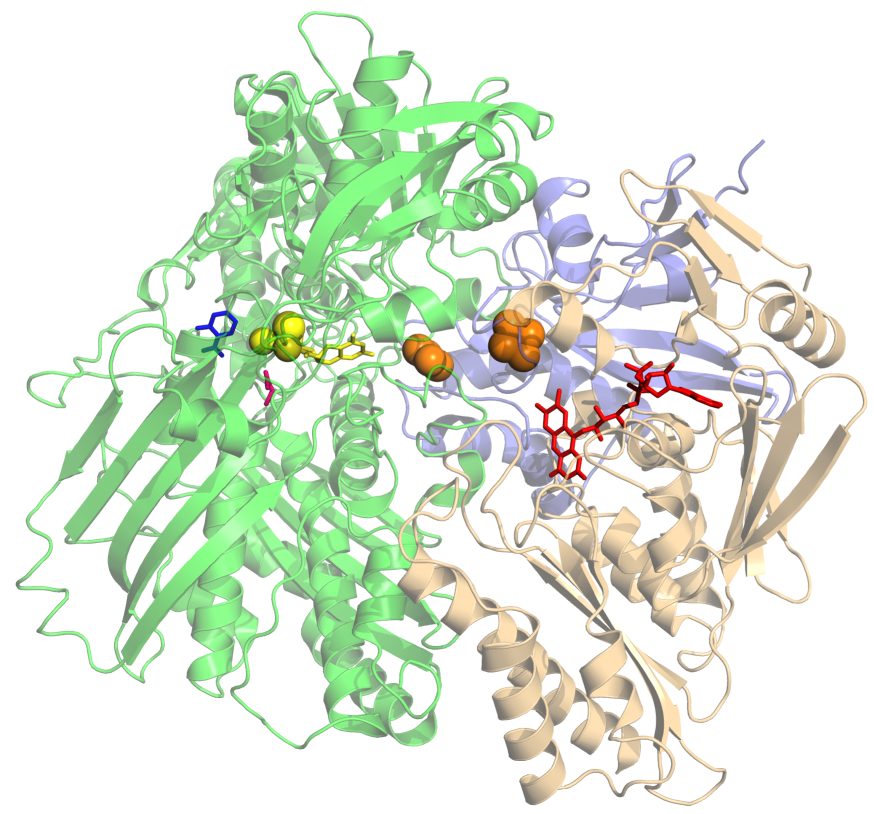
Структура FeS-белка ксантиноксидазы коровьего молока, полученная методом РСА. Кластеры FeS отмечены оранжевым цветом.

Белки содержащие {\displaystyle {\ce {FeS}}} с простым связыванием железа с цистеином {\displaystyle {\ce {Fe(Cys)4}}} называют рубредоксином, более сложные соединения с кластерами типа {\displaystyle {\ce {Fe2-S2}}} или {\displaystyle {\ce {Fe4-S4}}} называют ферредоксином. Они часто создают мультисубъединичные комплексы из нескольких белков, часто на клеточной мембране.
Известные белки с {\displaystyle {\ce {FeS}}} включают NADH-дегидрогеназу, сукцинатдегидрогеназу или нитратредуктазy.